# Sceloporus carinatus
La lagartija-escamosa aquillada (Sceloporus carinatus) es una especie de lagarto que pertenece a la  familia Phrynosomatidae. Es nativo de Chiapas (México) y Guatemala. Su rango altitudinal oscila entre 500 y 1000 m s. n. m..